# Långängen, Lidingö

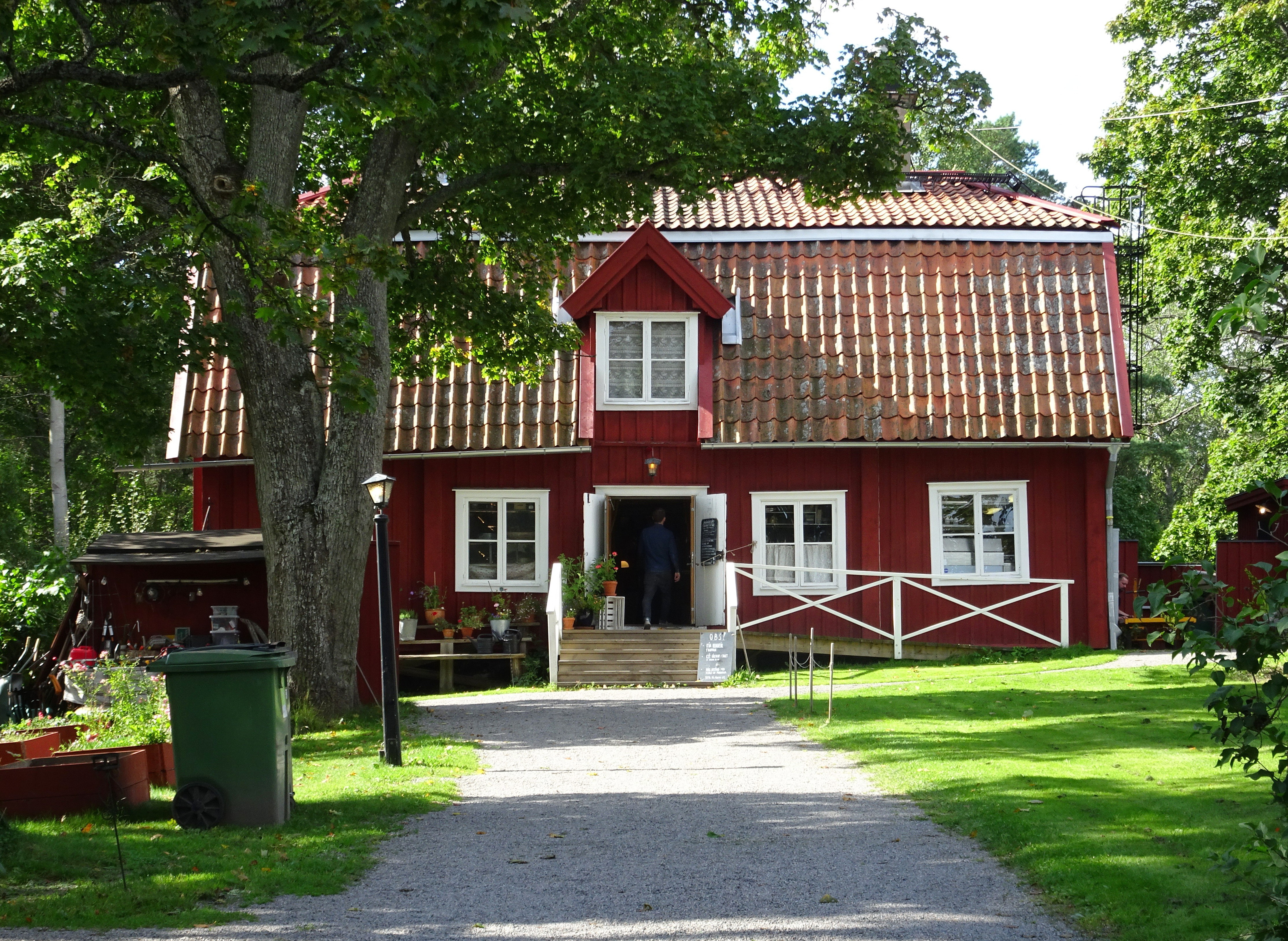
Långängens gårds huvudbyggnad, numera värdshus, 2021.

Långängen är ett område i kommundelen Stockby i Lidingö stad, Stockholms län. Området är uppkallat efter Långängens gård som även avser ett värdshus. Långängen består huvudsakligen av ett friluftsområde med stora ängsmarker och promenadstigar som ingår i Långängen-Elfviks naturreservat. 

## Historia

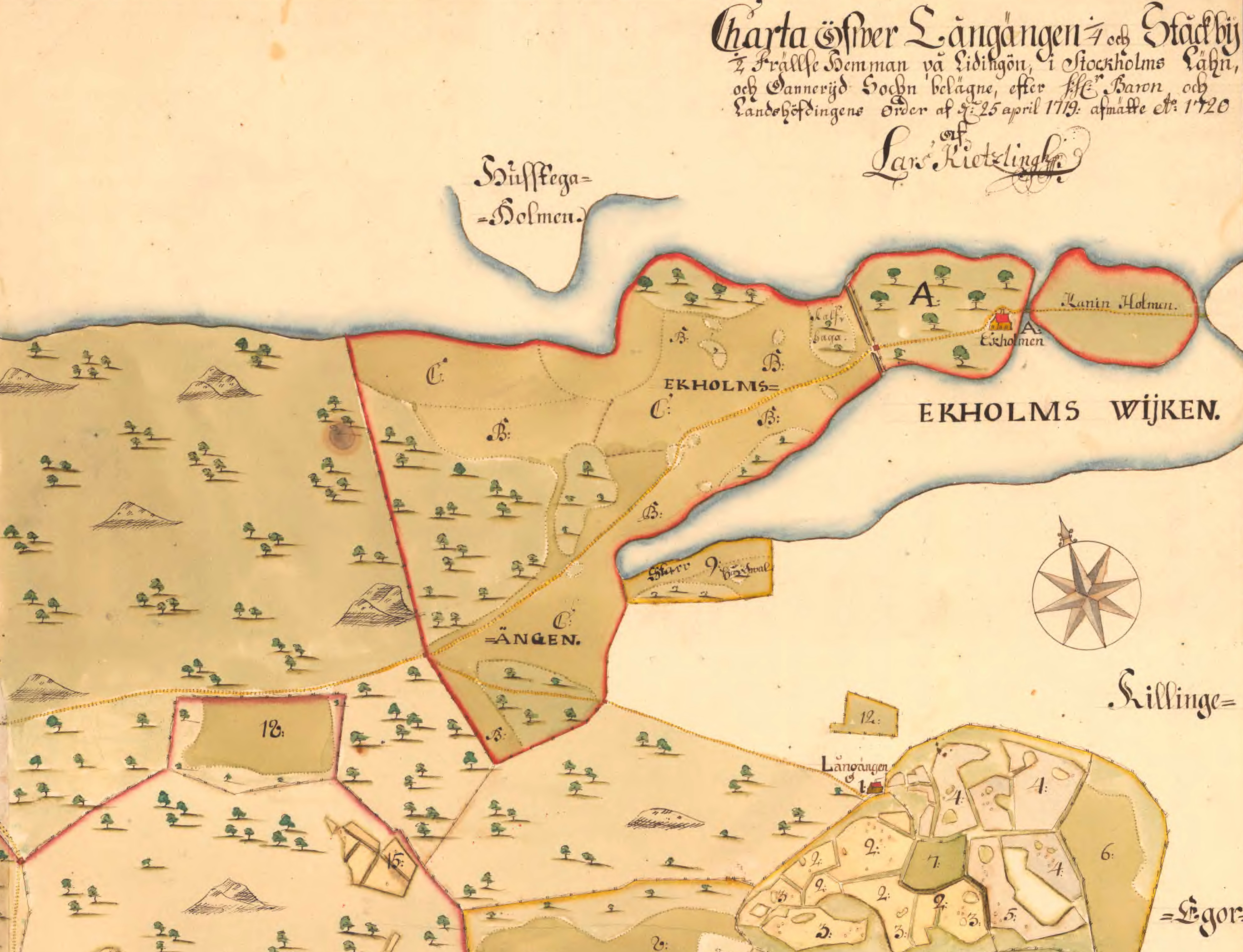
Kietzlinghs karta från 1720.

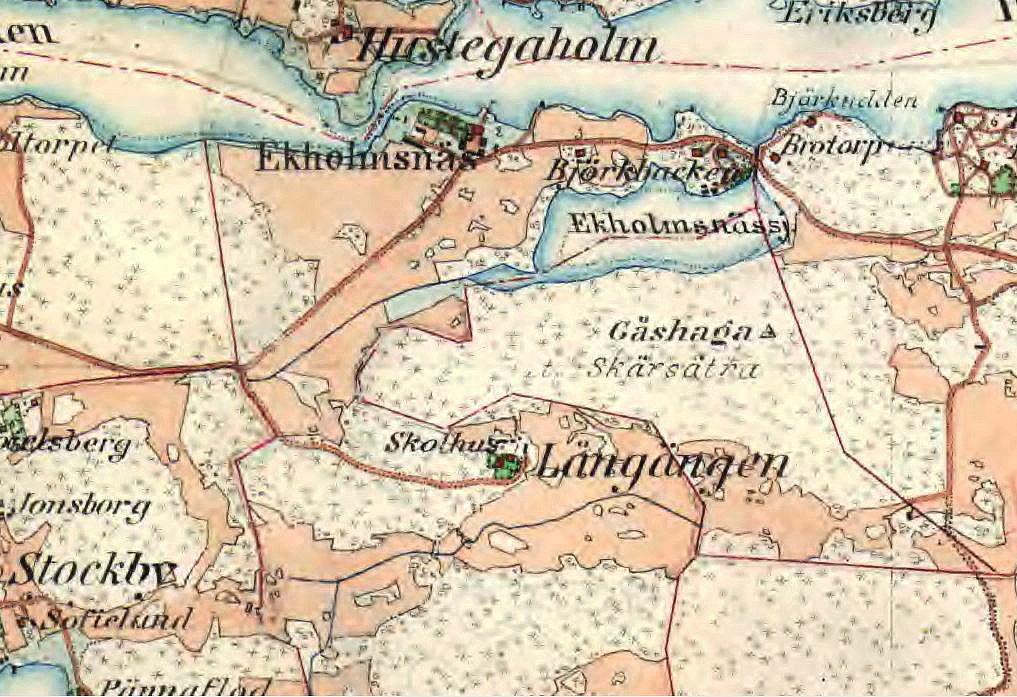
Långängens gård på häradsekonomiska kartan 1901.

Området Långängen är uppkallat efter Långängens gård som ligger mitt i området i närheten av Stockby. Gården, eller det torp som ursprungligen fanns på platsen, omnämns första gången i skrift på 1300-talet då den en tid ägdes av den Heliga Birgittas son, Birger Ulfsson, som var nära bekant med Bo Jonsson (Grip). Bo Jonsson hade under en period mellan 1376 och 1381 förvärvat samtliga lantegendomar på Lidingö. 
På Lars Kietzlinghs karta från 1720-talet framgår att Långängen redan då låg på samma ställe och var 1/4 frälsehemman som beboddes av en bonde vid namn Andersson. Nuvarande gård byggdes på 1770-talet i en byggnadsstil med sexdelad plan som var typisk för 1700-talets prästgårdar och större boställen. Gården innehades cirka 1774–1775 av knappmakareåldermannen Mathias Revaldt som köpte den av assessorn Gustav Printzell, som i sin tur köpt den i samband med att Banér sålde ut alla Lidingös gårdar med början 1774. 
Mangården är ett timrat och panelat trähus med brutet och valmat sadeltak. I salen märks en murat öppen spis. I de södra gavelrummen fanns kakelugnar från 1770-talet. Flygeln har genomgående förstuga och fyra rum ned murade öppna spisar. Ett av rummen har vid senare ti blivit ombyggt till kök. Till gården hörde även förrådsbodar, stall, ladugård och loge.
Långängens gård och närliggande markområde har haft många ägare genom åren. En av de mer framstående lidingöborna på 1800-talet, Janne Zetterberg (1810–1878), ägde gården på 1850-talet. Hans efterlevande släktingar innehade gården fram till 1947 då fastigheten köptes in av Lidingö stad. Gårdsbyggnaderna har sedan fungerat som friluftsgård i kommunens regi och därefter hyrts ut och är numera café, värdshus och även festlokal, under namnet Långängens gård.
Janne Zetterberg som var nära bekant med Wilhelm von Braun (1813–1860), hyrde ut ett rum på vindsplanet till Braun under åren 1851–1855. Braun var en flitig författare i många genrer. Merparten av den poesi som Braun skrev lär vara författad på Långängens gård, däribland dikten "Stark i sin oskuld" som publicerades i hans sin poetiska kalender Herr Börje, tryckt 1851 och som inspirerade Alice Tegnér att skriva visan Mors lilla Olle där dikten användes, fast i något bearbetad form för att passa in i en visa.
På 1870-talet användes Långängens gård som fattigstuga och på 1890-talet som småskola. Fram mot 1930-talet utnyttjades byggnaderna av en gymnastikförening som kallade gården "Gymnosgården".
I närheten av Långängens gård finns en ättehage från järnåldern och på en åkerholme ett hundratal meter rakt söder om gården finns en mindre runhäll (35 x 35 cm) som har klassats som "sentida" men som inte har undersökts i detalj och som heller inte har försetts med ett fornminnesmärke.

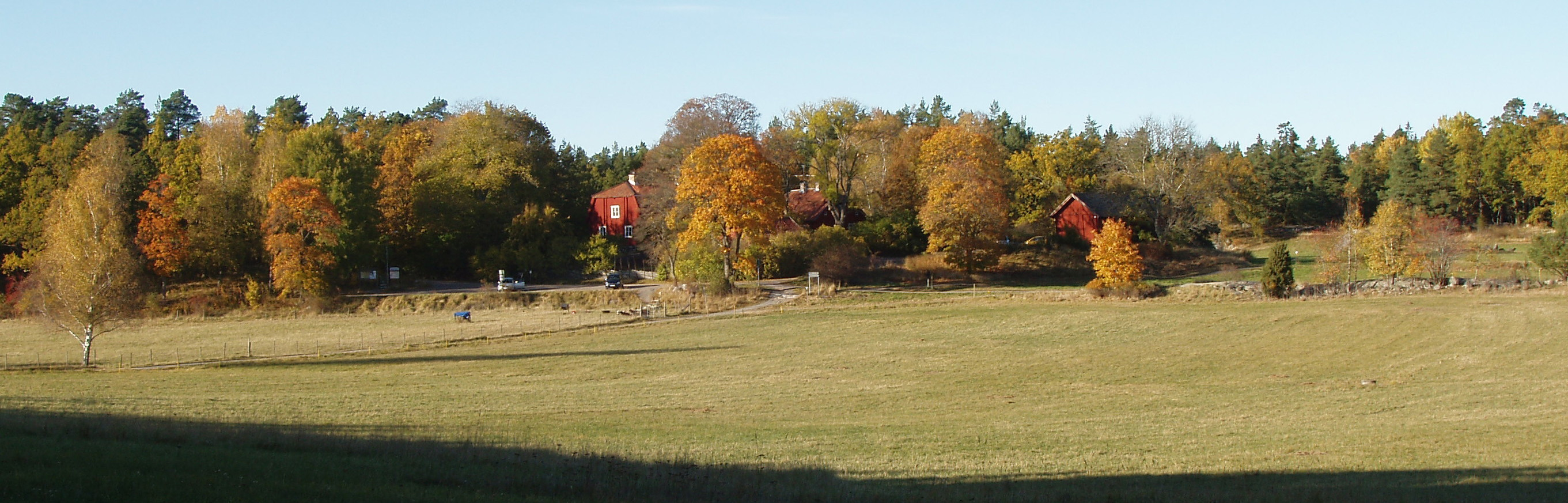
Ängen som gav gården sitt namn, vy från öster med gårdsbebyggelsen i bakgrunden.

Den stora ängsmarken i anslutning till Långängens gård användes fram mot 1950-talet för hö (vallfoder) och som betesmark för nötboskap. Stora stenrösen vid sidan av fälten vittnar om ett omfattande arbete med att bryta upp sten ur åkermarken. Ängarna har bevarats som de såg ut på 1950-talet när marken tillhörde ett aktivt lantbruk och används idag tidvis som betesmark för en privatägd fårhjord som använder fåren för träning av vallhundar. 

### Bilder

Exteriör byggnader
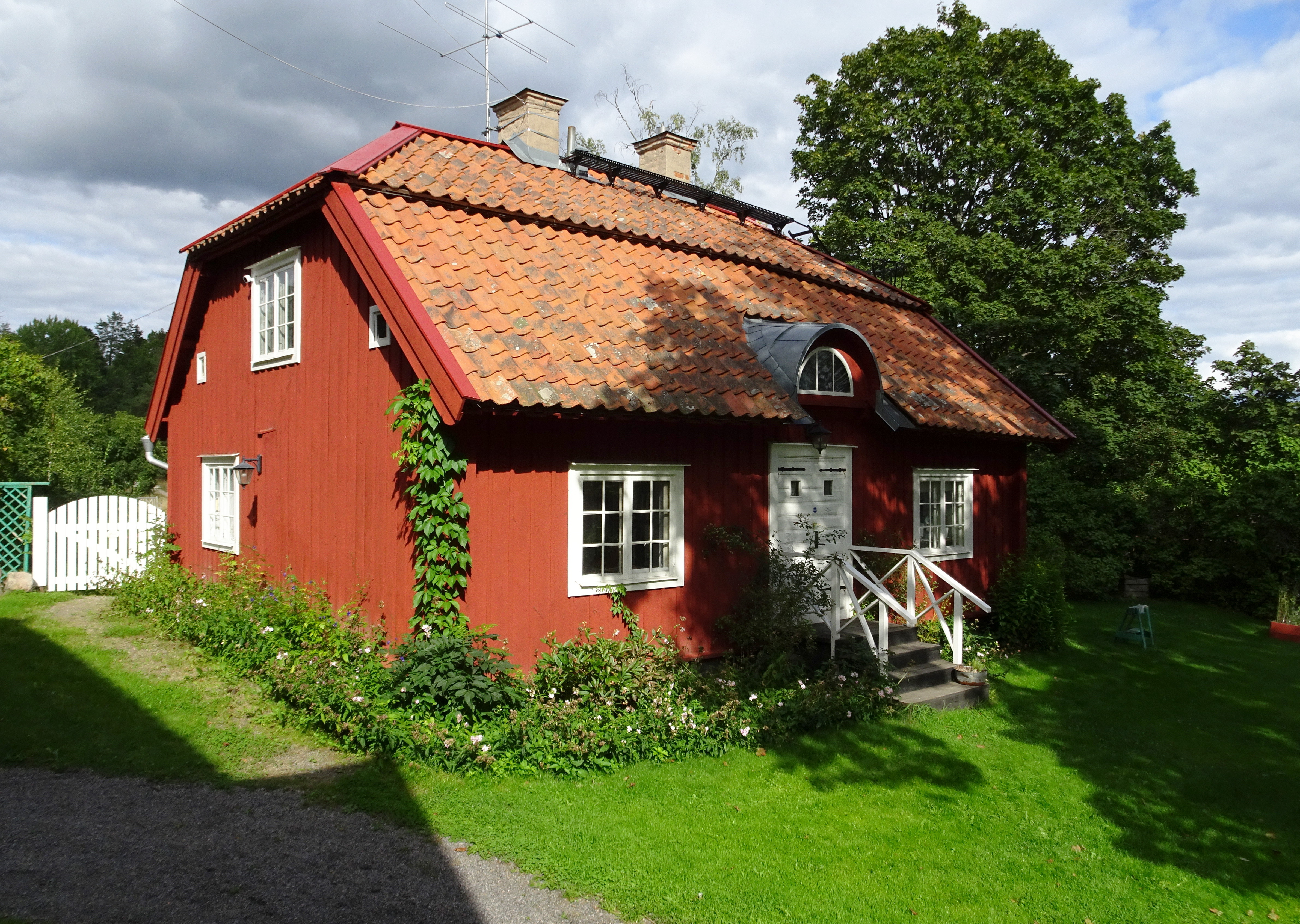
Flygeln.
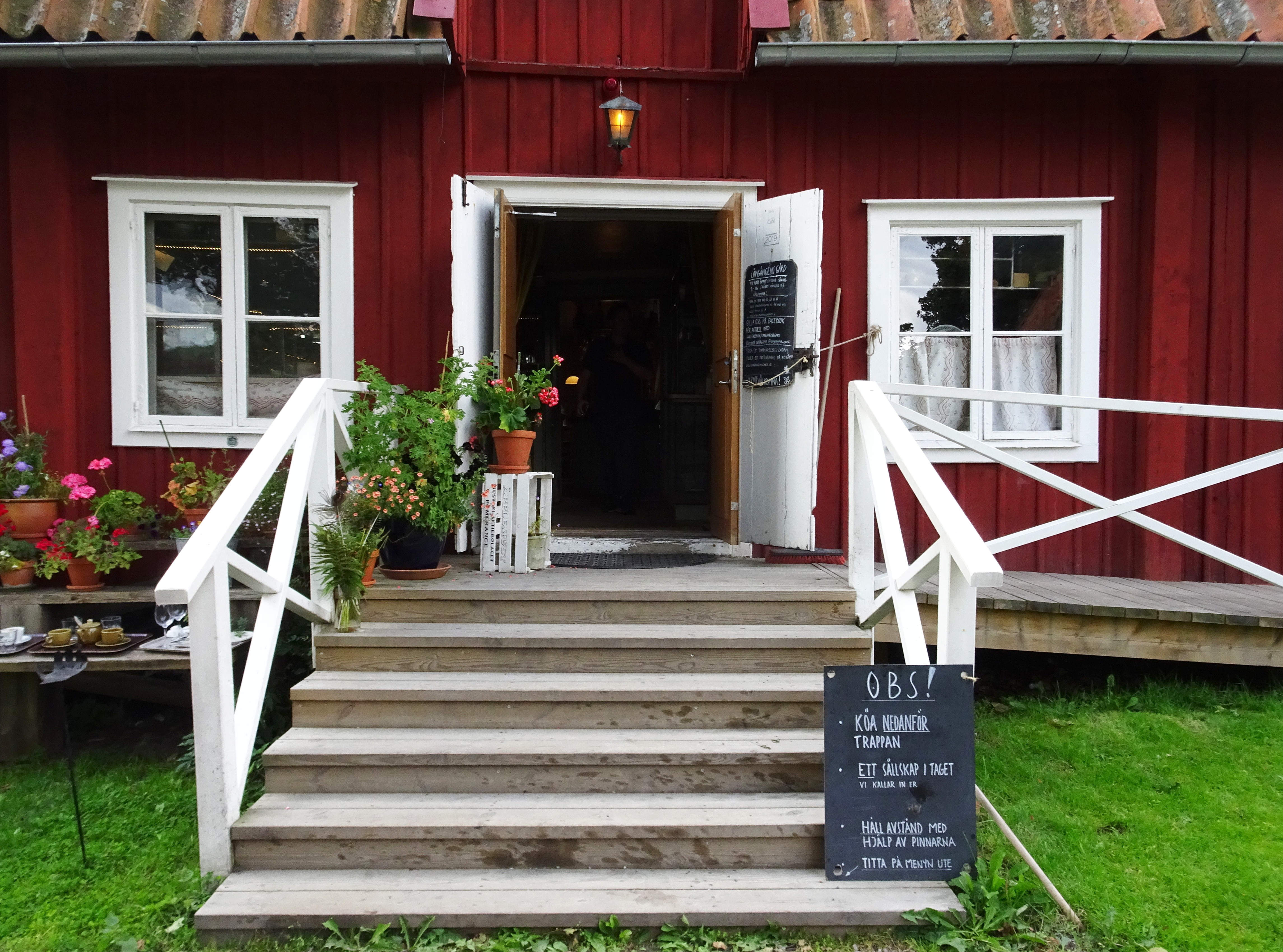
Entrén.
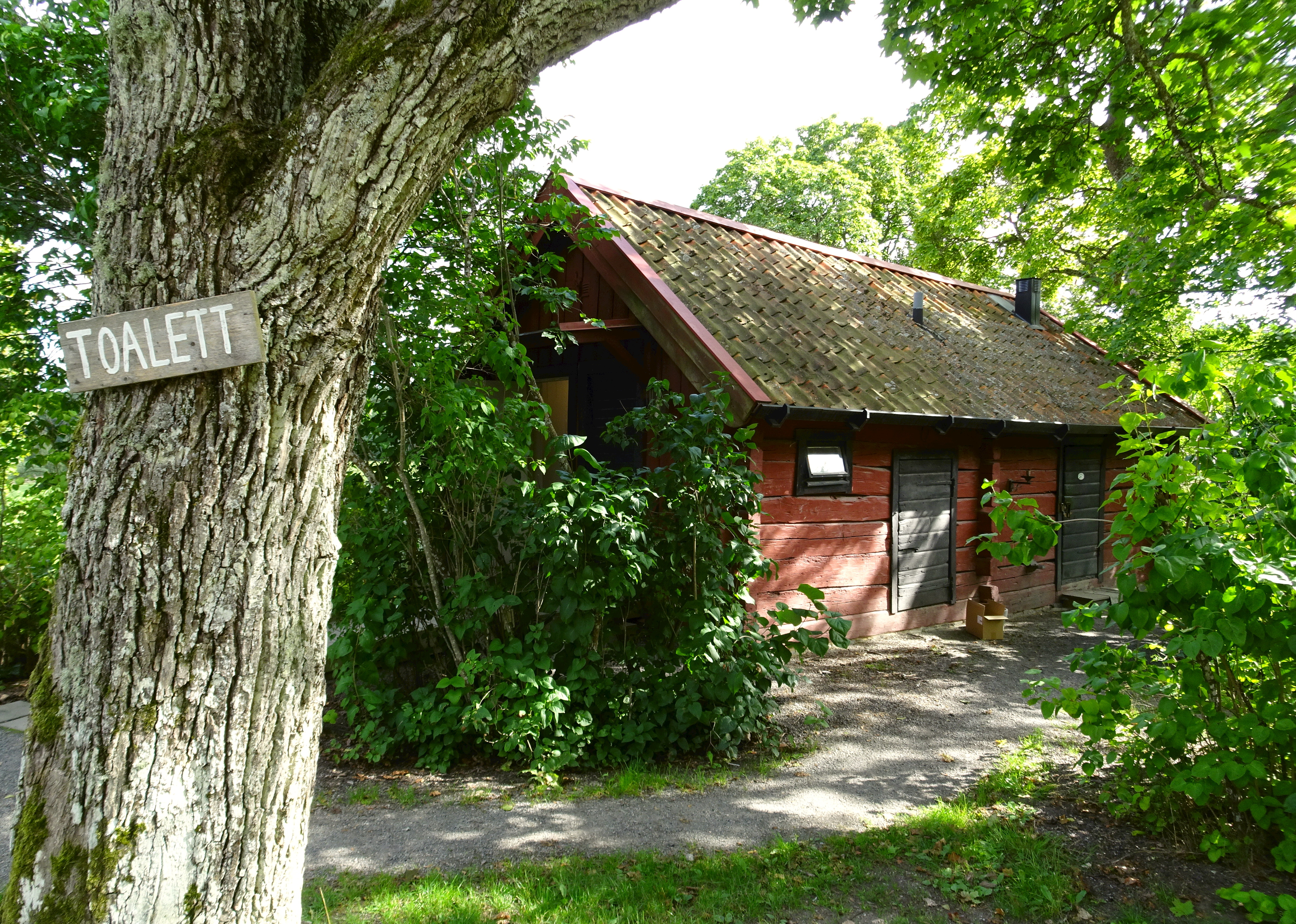
Uthus.
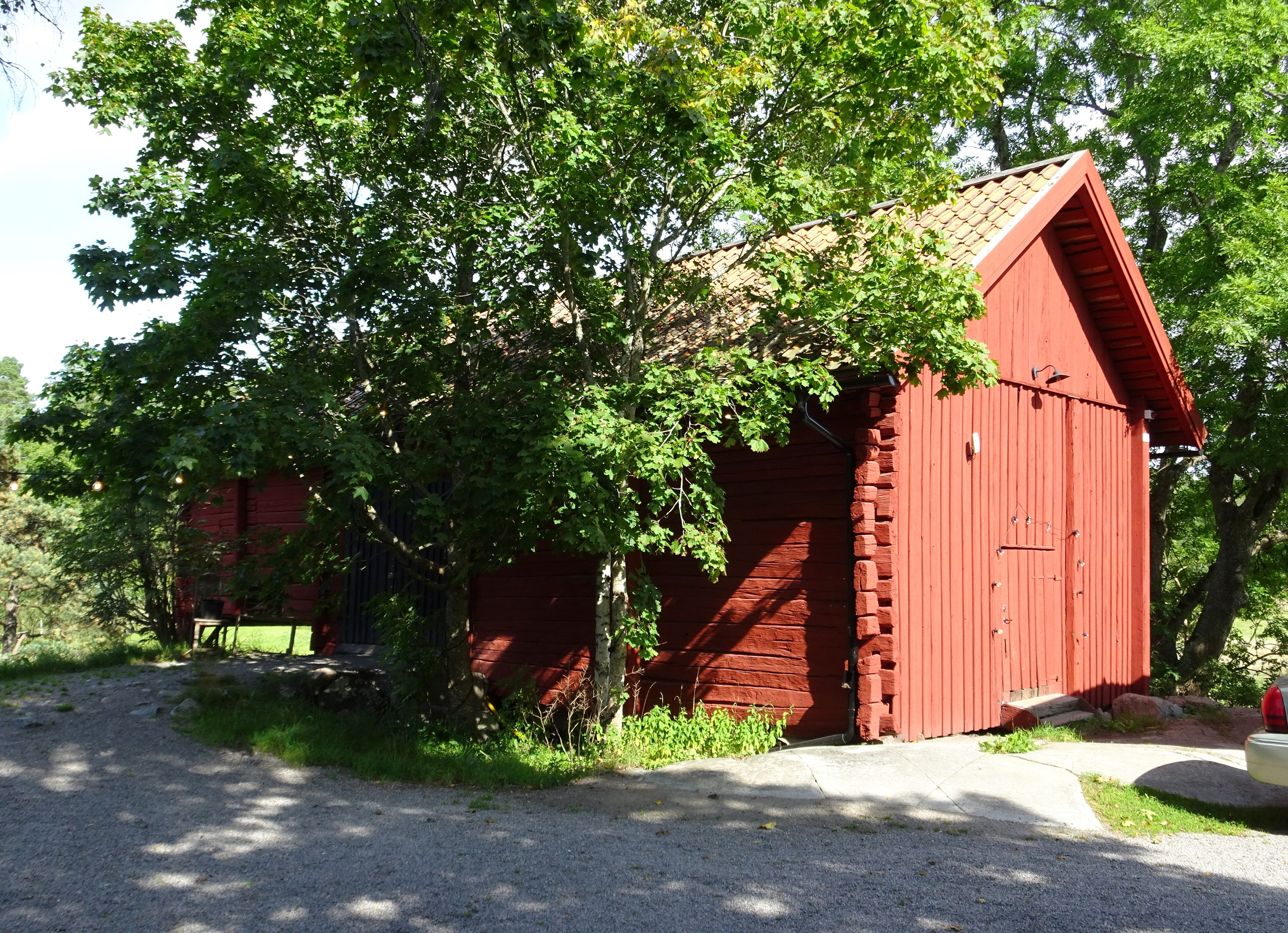
Ekonomibyggnad.

Interiör i värdshuset
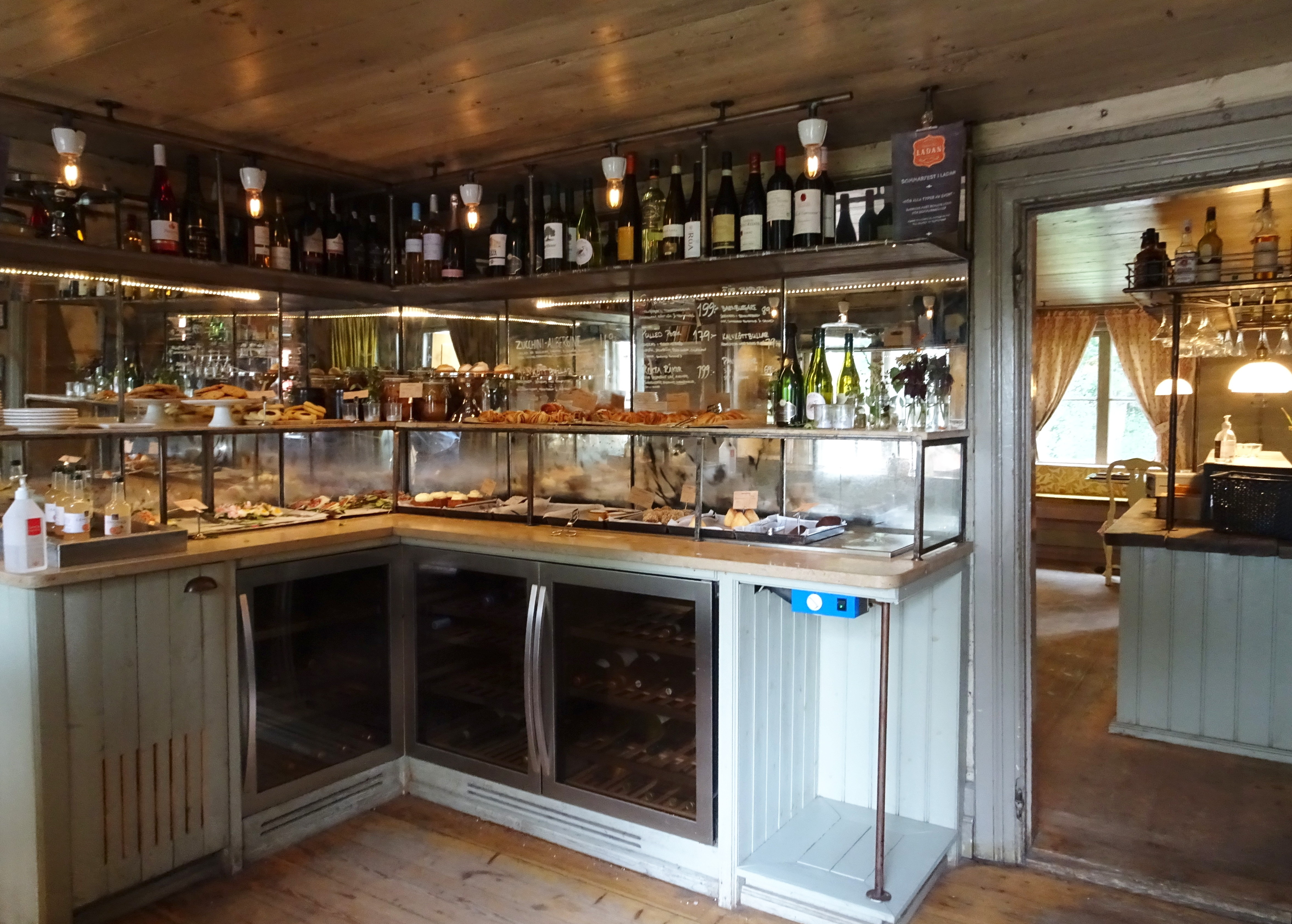
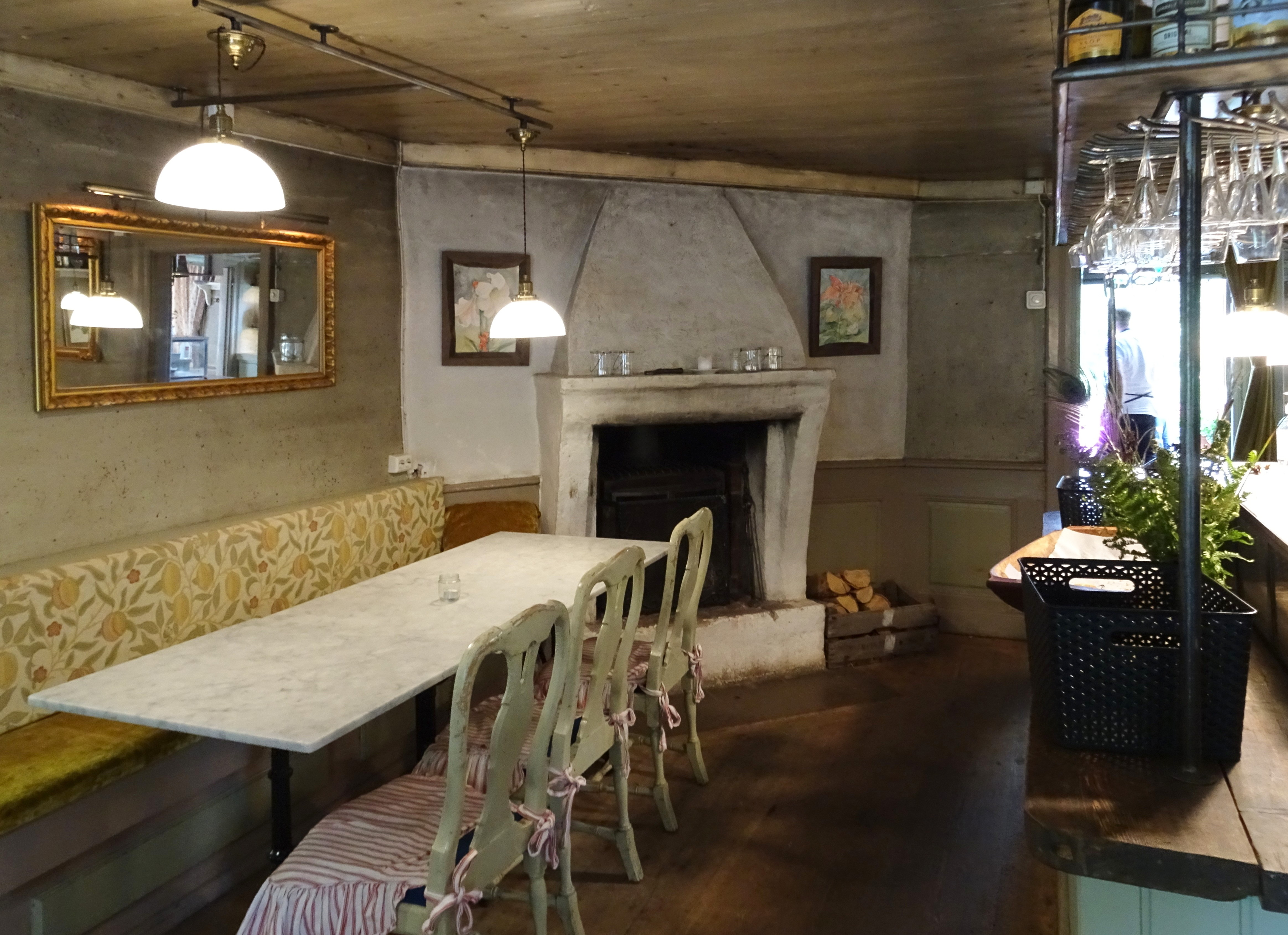
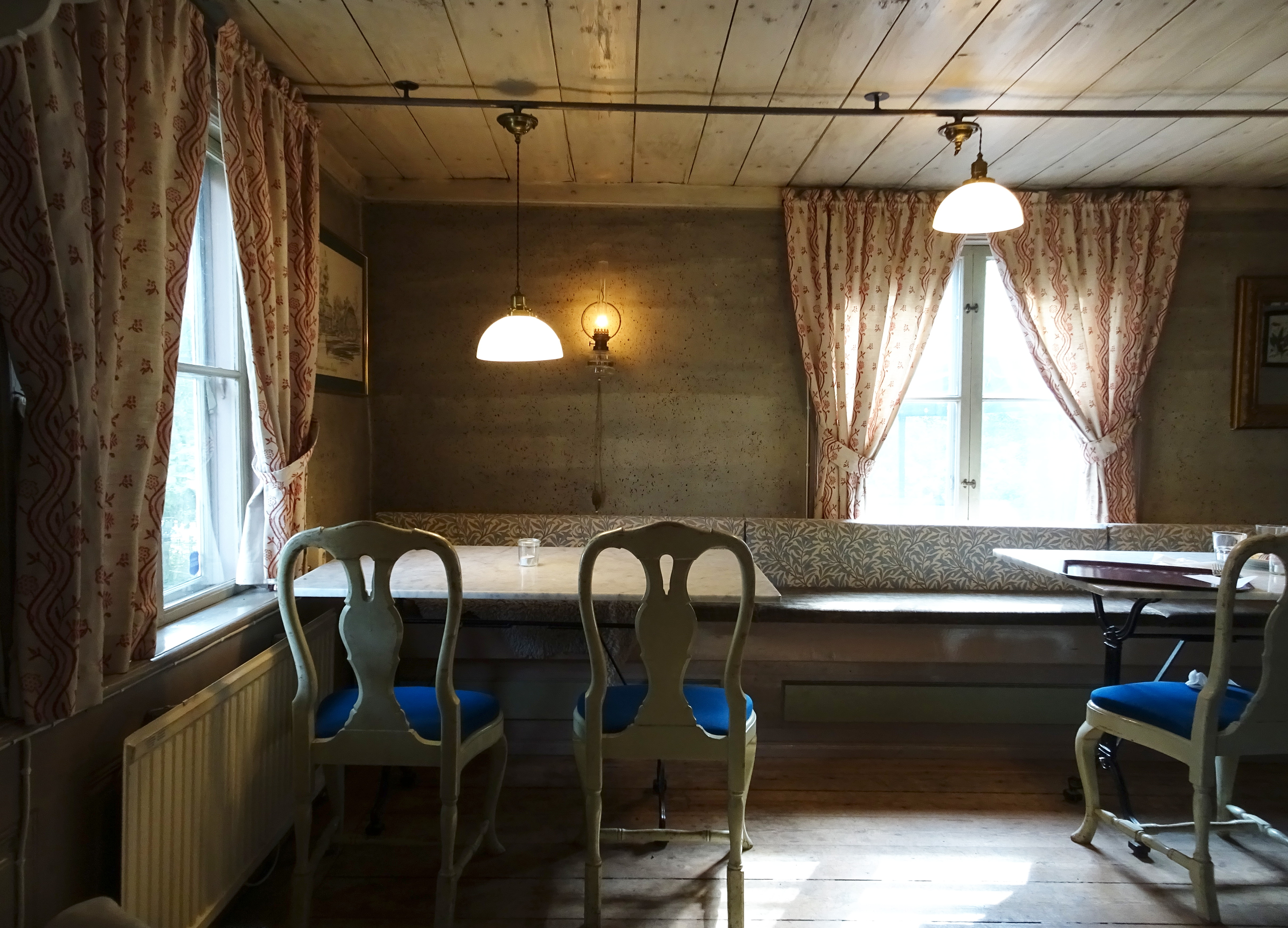
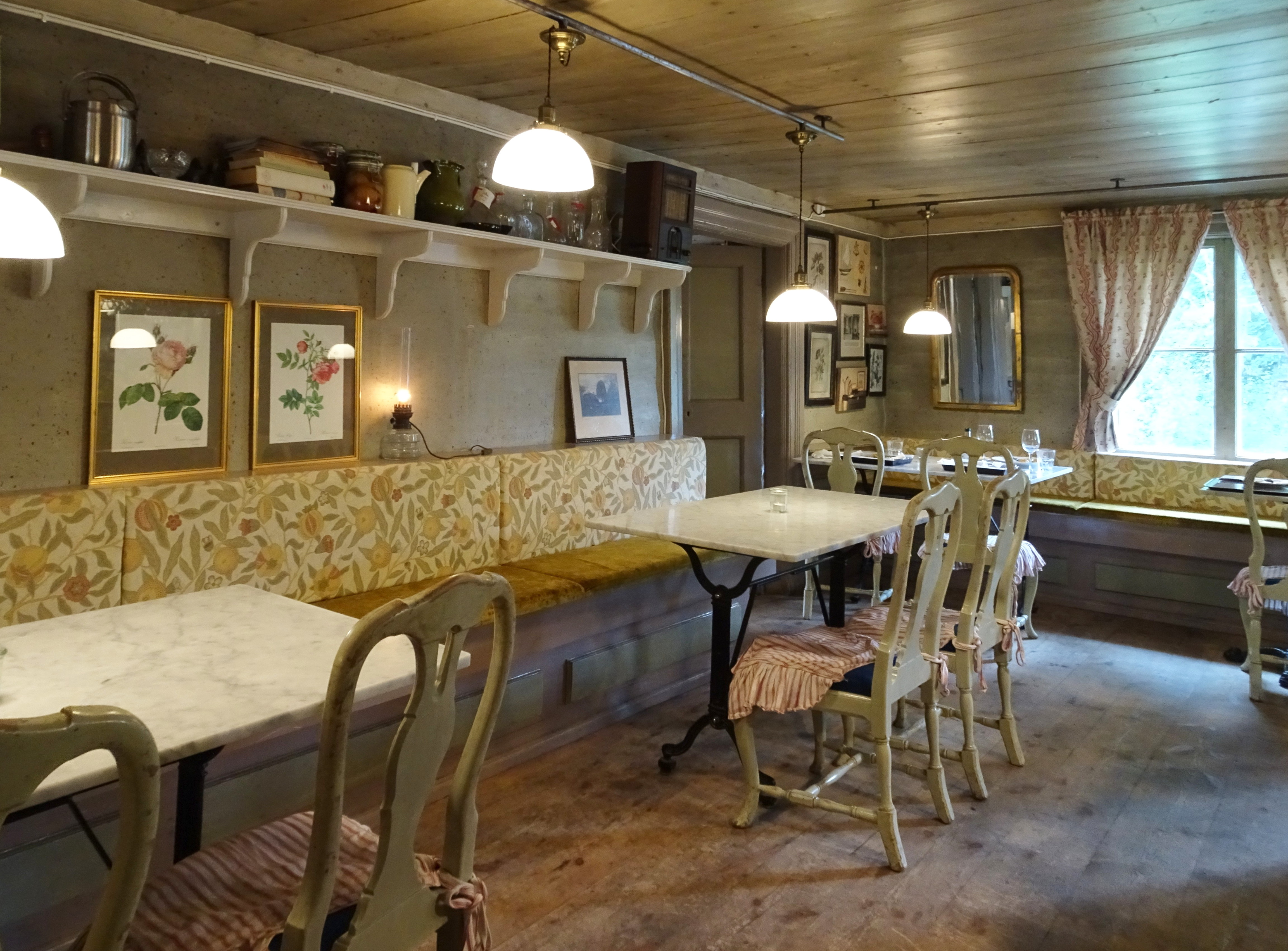

## Övrigt
Lidingöloppets 30 km bana går förbi Långängens gård och vidare österut upp på Killingebergets topp. Området utgör ett populärt område för långpromenader och vintertid för längdskidåkning över de stora öppna fälten.